# Spadmurkling
Spadmurkling (Spathularia flavida) är en svampart som beskrevs av Christiaan Hendrik Persoon 1794. Spadmurkling ingår i släktet Spathularia och familjen Cudoniaceae.  Arten är reproducerande i Sverige. Inga underarter finns listade i Catalogue of Life.
I den svenska databasen Dyntaxa används istället namnet Spathularia rufa för samma taxon.  Arten är reproducerande i Sverige.

## Källor

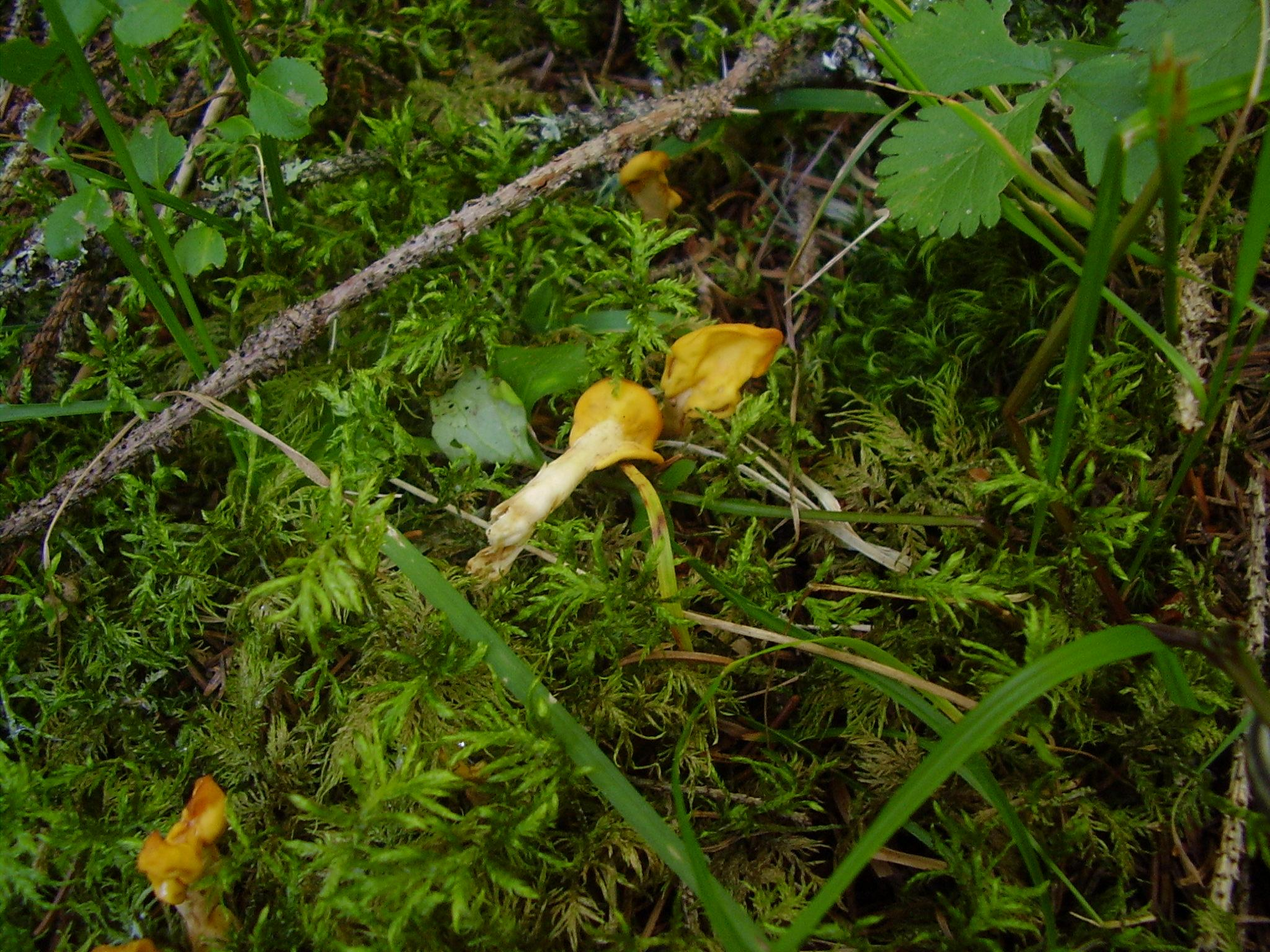